# Skye marble

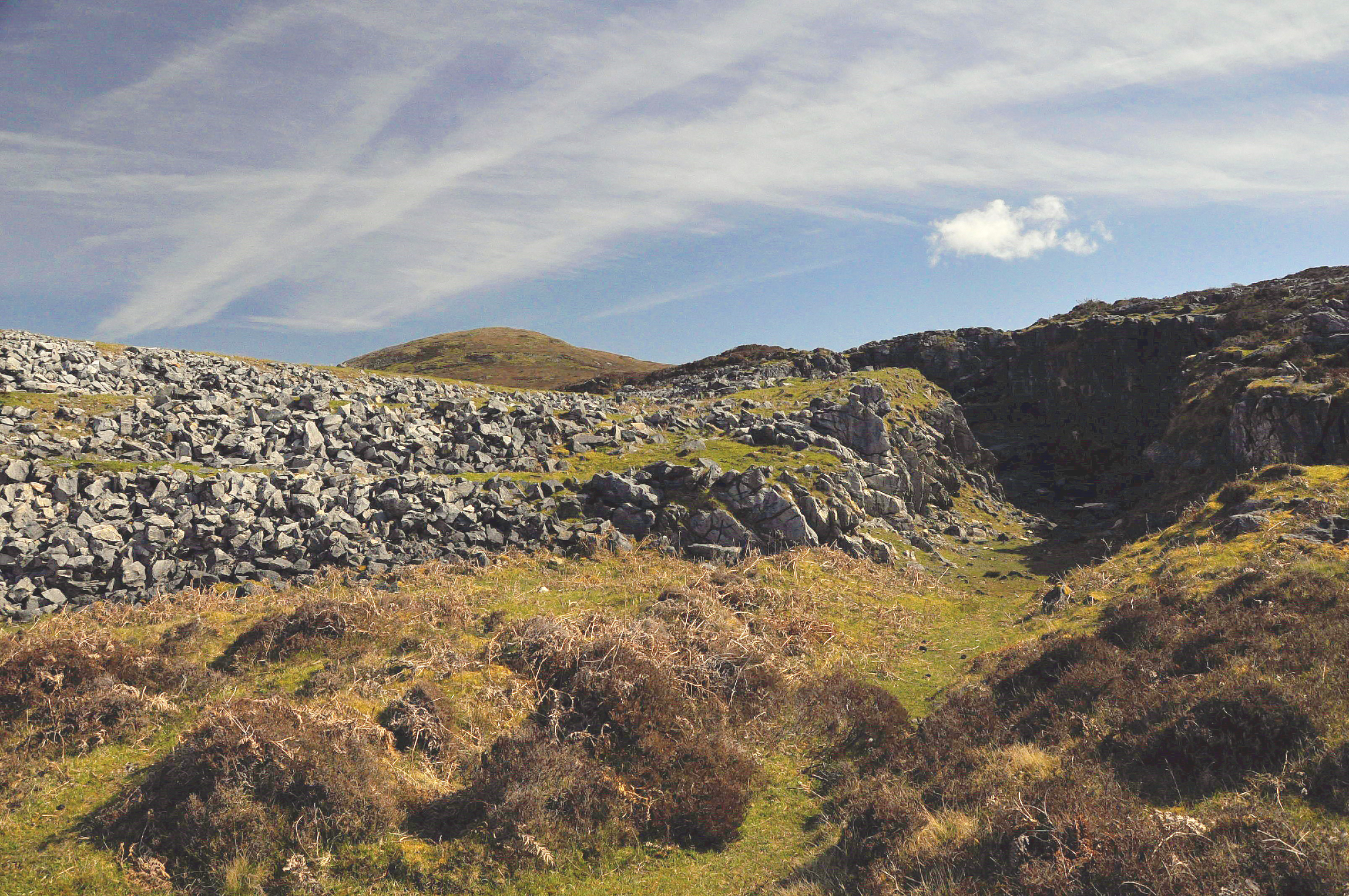
Een verlaten groeve van het Skye marble

Skye marble is marmer dat vanaf de 18e eeuw werd gedolven in het Schotse eiland Skye, meer bepaald in de vallei Swordale.
De restanten van de activiteit die anno 2011 nog is terug te vinden, dateert uit het begin van de 20e eeuw toen er een enorme vraag was naar marmer in de vorm van blokken, platen en tegels. De kwaliteit van het marmer uit Skye kon zeker de vergelijking doorstaan met dat van Marmara en het werd onder meer gebruikt in de Iona Abbey, het kasteel van Armadale en Hamilton Palace.
In 1907 werd een maatschappij opgericht die een spoorlijn liet aanleggen vanaf de delfplaatsen waarvan er een aantal hogerop in de vallei, ongeveer tegenover Cill Chriosd lagen. Het marmer werd naar beneden getakeld, eerst gekapt en gepolijst, vooraleer de wagons die eerst door paarden werden getrokken, hun lading op de pier van Broadford afleverden. Vanaf 1911 zette men een kleine locomotief in. Water dat tijdens de werkzaamheden nodig was werd via een pijpleiding aangevoerd vanaf een afgedamd riviertje hogerop in de heuvel. Een muur van het hoofdgebouw is bewaard. Ten noorden van de B8083 bouwde men huizen, een winkel en een ontspanningsoord voor de ongeveer 25 werklieden. Uit België haalde men 13 vaklui om de arbeiders op te leiden.
In 1912 werd het bedrijf opgedoekt zonder dat hier een financiële reden voor was. Alles verdween behalve een muur van het hoofdgebouw. De spoorweg is anno 2011 een wandelpad. Een klein stukje spoorlijn is nog te zien op de pier van Broadford.

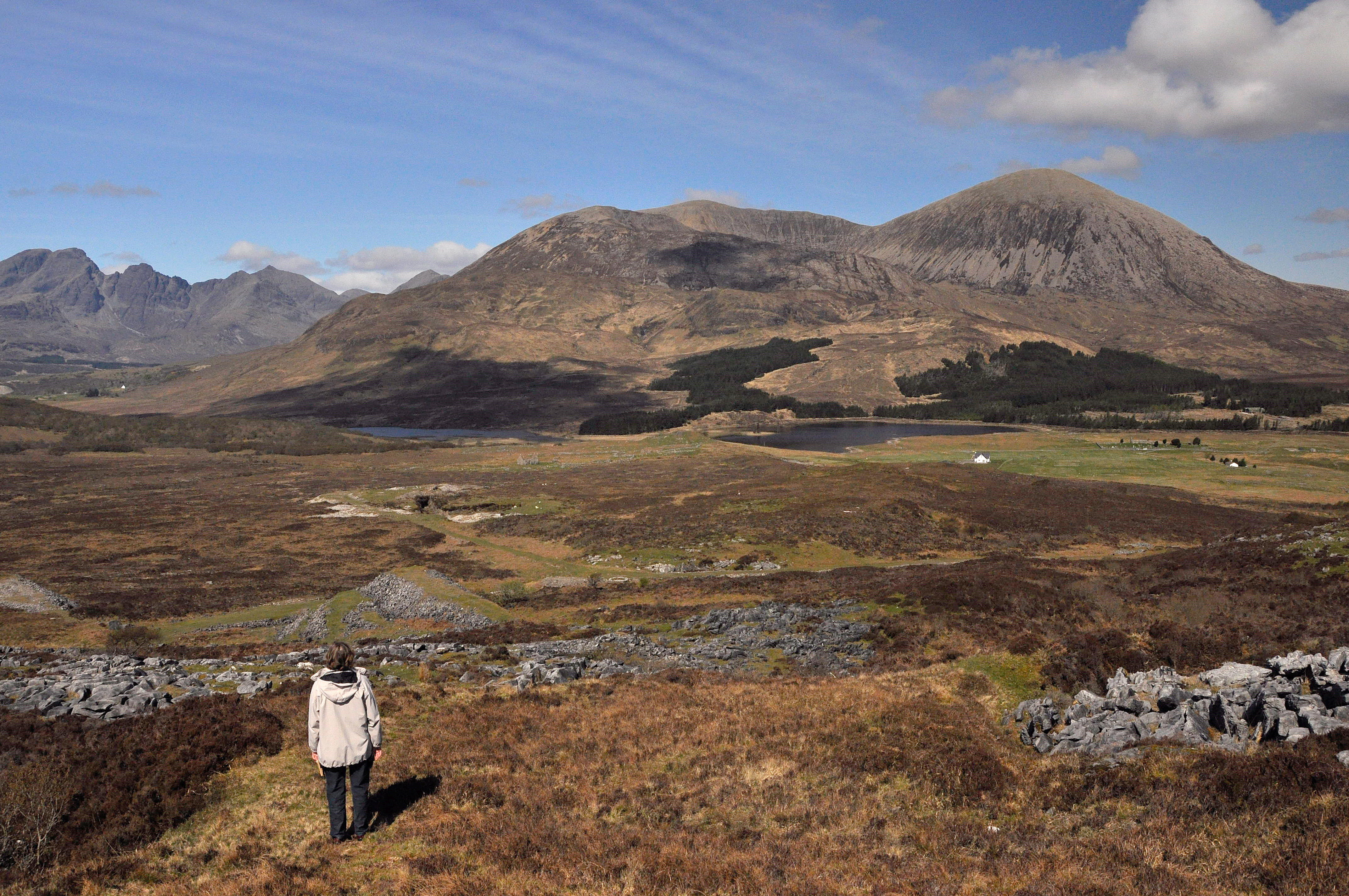
Vooraan restanten van de marmerontginning met in de achtergrond Loch Cill Chriosd en rechts ervan Cill Chriosd